# Sebastian Kowalczyk
Sebastian Kowalczyk (Szczecin, 1998. augusztus 22. –) lengyel korosztályos válogatott labdarúgó, az amerikai Houston Dynamo középpályása.

## Pályafutása

### Klubcsapatokban
Kowalczyk a lengyelországi Szczecin városában született. Az ifjúsági pályafutását a helyi Salos Szczecin csapatában kezdte, majd a Pogoń Szczecin akadémiájánál folytatta.
2014-ben mutatkozott be a Pogoń Szczecin tartalék, majd 2016-ban az első osztályban szereplő felnőtt csapatában. Először a 2017. április 1-jei, Legia Warszawa ellen 2–0-ra elvesztett mérkőzés 90. percében, Spas Delev cseréjeként lépett pályára. Első gólját 2018. október 6-án, a Wisła Płock ellen hazai pályán 4–0-ra megnyert találkozón szerezte meg. 2023. augusztus 1-jén kétéves szerződést kötött az észak-amerikai első osztályban érdekelt Houston Dynamo együttesével.

### A válogatottban
Kowalczyk az U16-os, az U17-es, az U20-as és az U21-es korosztályú válogatottakban is képviselte Lengyelországot.
2019-ben debütált az U21-es válogatottban. Először a 2019. november 15-ei, Bulgária ellen 3–0-ra elvesztett U21-es EB-selejtező félidejében, Maciej Ambrosiewiczet váltva lépett pályára.

## Statisztikák
2023. július 27. szerint
| Klub           | Szezon   | Osztály     | Bajnokság | Bajnokság | Kupa és Ligakupa | Kupa és Ligakupa | Nemzetközi | Nemzetközi | Összesen | Összesen |
| Klub           | Szezon   | Osztály     | Meccs     | Gól       | Meccs            | Gól              | Meccs      | Gól        | Meccs    | Gól      |
| -------------- | -------- | ----------- | --------- | --------- | ---------------- | ---------------- | ---------- | ---------- | -------- | -------- |
| Pogoń Szczecin | 2016–17  | Ekstraklasa | 5         | 0         | 1                | 0                | —          | —          | 6        | 0        |
| Pogoń Szczecin | 2017–18  | Ekstraklasa | 7         | 0         | 0                | 0                | —          | —          | 7        | 0        |
| Pogoń Szczecin | 2018–19  | Ekstraklasa | 28        | 2         | 0                | 0                | —          | —          | 28       | 2        |
| Pogoń Szczecin | 2019–20  | Ekstraklasa | 35        | 2         | 2                | 0                | —          | —          | 37       | 2        |
| Pogoń Szczecin | 2020–21  | Ekstraklasa | 29        | 3         | 2                | 0                | —          | —          | 31       | 3        |
| Pogoń Szczecin | 2021–22  | Ekstraklasa | 30        | 6         | 1                | 0                | 2          | 0          | 33       | 6        |
| Pogoń Szczecin | 2022–23  | Ekstraklasa | 34        | 6         | 2                | 0                | 4          | 0          | 40       | 6        |
| Pogoń Szczecin | 2023–24  | Ekstraklasa | 1         | 0         | 0                | 0                | 1          | 0          | 2        | 0        |
| Pogoń Szczecin | Összesen | Összesen    | 169       | 19        | 8                | 0                | 7          | 0          | 184      | 19       |
| Összesen       | Összesen | Összesen    | 169       | 19        | 8                | 0                | 7          | 0          | 184      | 19       |